# Martin Šárovec
Martin Šárovec (* 27. července 1977 v Praze) je současný český malíř. Absolvent DAMU a VŠUP.

## Tvorba
Šárovcova malba spojuje dvě tradice: vychází z české expresionistické školy počátku 20. století a obohacuje ji o osobitou reflexi tzv. české grotesky 70. a 80. let téhož století. Výrazným Šárovcovým motivem je lidská tvář a její kritické až děsivé podoby zrcadlící postmoderní mediální společnosti 21. století.

## Výstavy a sbírky
Šárovec měl doposud více než dvě desítky samostatných výstav. Účastnil se například Mezinárodního trienále současného umění 2008 pořádaného pražskou Národní galerií. Jeho dílo je mj. zastoupeno v kutnohorské Galerii Felixe Jeneweina a v četných soukromých sbírkách.